# Novyï Iarytchiv
Novyï Iarytchiv (ukrainien : Новий Яричів) est une commune urbaine de l'oblast de Lviv, en Ukraine. Elle compte 2 980 habitants en 2021.